# 314
| [ Edytuj tabelę ] |                                                 |
| Król Armenii      | - 287 Tiridates III 330                         |
| Cesarz Chin       | - 313 Jin Mindi 316                             |
| Władca Korei      | - 300 Mich’ŏn 331                               |
| Papież            | - 311 Milcjades 314 - 314 Sylwester I 335       |
| Król Persji       | - 309 Szapur II 379                             |
| Cesarz Rzymu      | - 306 Konstantyn Wielki 337 - 308 Licyniusz 324 |

Rok 314 / CCCXIV
stulecia: III wiek ~
IV wiek ~
V wiek

lata: 304 «
309 «
310 «
311 «
312 «
313 «
314
» 315
» 316
» 317
» 318
» 319
» 324

## Wydarzenia
- 31 stycznia – Sylwester I został wybrany na papieża
- Synod w Arles – potępiono na nim donatyzm oraz podjęto decyzję o zburzeniu kościoła donatystów w Kartaginie.
- Powstaje biskupstwo w Bordeaux.

## Urodzili się
- Libanios, grecki retor
- Zhidun – chiński mnich buddyjski (zm. 366)